# AURIGA
AURIGA (итал. Antenna Ultracriogenica Risonante per l'Indagine Gravitazionale Astronomica) — ультракриогенный резонансно-стержневой детектор гравитационных волн в Италии. Расположен в Национальной леньярской лаборатории (Laboratori Nazionali di Legnaro) Национального института ядерной физики вблизи Падуи. Помимо исследований гравитационных волн исследуется и квантовая гравитация.